# European Institute for Advanced Studies in Management
Das European Institute for Advanced Studies in Management (EIASM) ist ein Wissenschaftsnetzwerk und Graduiertenkolleg mit Sitz in Brüssel.

## Gründung
EIASM wurde 1971 mit Unterstützung der Ford Foundation gegründet. Die ersten Institutsmitglieder und Lehrkörper waren Wissenschaftler wie Harry Igor Ansoff, Alain Bensoussan, Göran Bergendahl, Charles Berthet, Edward Bowman, Klaus Brockhoff, John Child, Alain Cotta, Richard Cyert, Alan Dale, Gordon B. Davis, Harry L. Davis, Susan Douglas, Salah E. Elmaghraby, Gary Eppen, Eugene F. Fama, Claude Faucheux, Jay Galbraith, Robert Graves, Geert Hofstede, Anthony G. Hopwood, Gerald Hurst, Alex Jacquemin, James Leontiades, Edmond Marques, Lars-Gunnar Mattsson, Philippe A. Naert, Bertil Näslund, Pierre Nepomiatschy, Andrew Pettigrew, Bernard Piganiol, Richard Roll, Maurice Saias, Bruno Solnik, Bengt Stymne, Howard Thomas, Stuart R. Timperley, Raymond Trémolières, Richard Van Horn, Leopold Vansina, Lambert Vanthienen, Birgitta Wadell und Stanley Zionts.

## Institute
Das Institut entwickelte sich zu einer der renommiertesten wirtschaftswissenschaftlichen Wissenschaftsnetzwerke mit circa 44.364 Forschern weltweit (Stand 2008). 1995 wurde EIASM Academic Council als Träger gegründet, an dem über 90 Universitäten, Hochschulen und Institute aus 25 Ländern beteiligt sind. Präsident von EIASM ist Paul Coughlan (Trinity College); Vizepräsidenten sind Pierre Batteau (Universität Aix-Marseille), Christer Karlsson (Copenhagen Business School) und Borge Obel (Aarhus School of Business). Wissenschaftlicher Direktor ist Joan-Enric Ricart (Universität Navarra (IESE)).
Von 1973 bis 1988 absolvierten mehr als 800 ein Doktoratsstudium am EIASM. 1988 wurde das Graduiertenkolleg EDEN (EIASM's Doctoral Education Network) gegründet. In EDEN war zwischen 1988 und 2008 3.278 Graduierte eingeschrieben und mehr als 250 Wissenschaftler aus aller Welt engagiert.